# Église Notre-Dame-du-Mont-Carmel de Gatchina

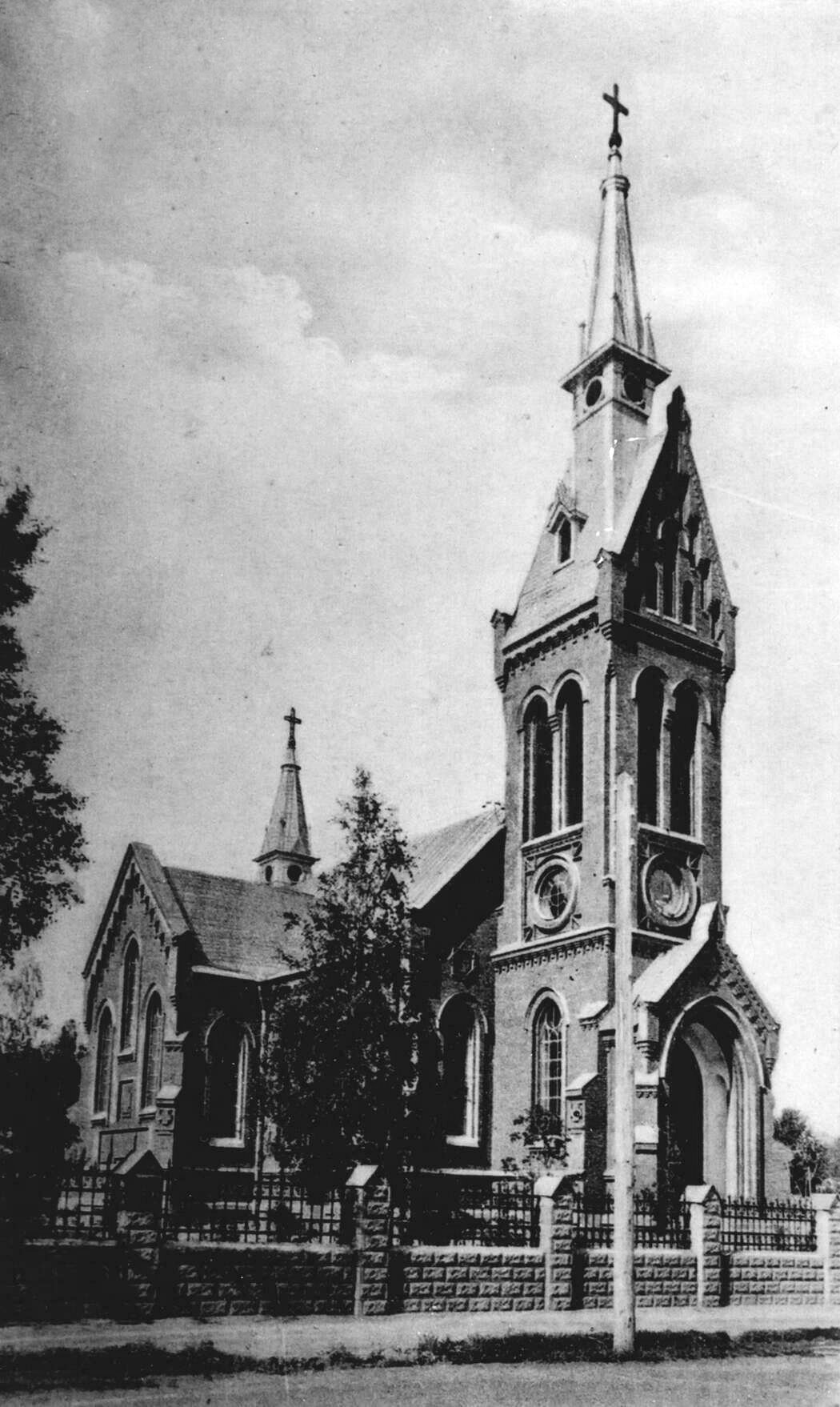
L'église en 1910

Pour les articles homonymes, voir Notre-Dame-du-Mont-Carmel (homonymie).
L'église Notre-Dame-du-Mont-Carmel est une église catholique située à Gatchina, près de Saint-Pétersbourg.

## Histoire

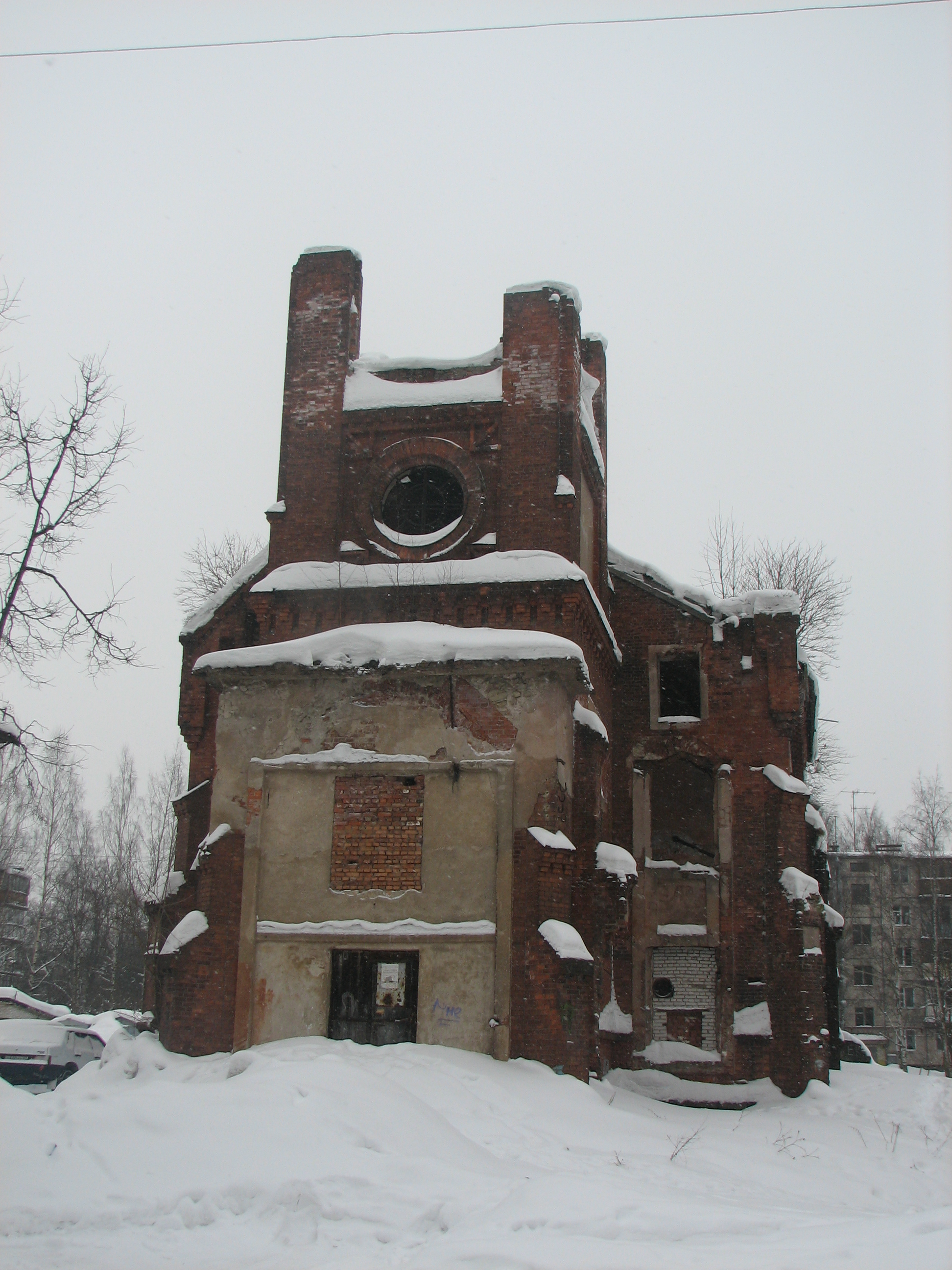
Vue de l'église, le 26 février 2011

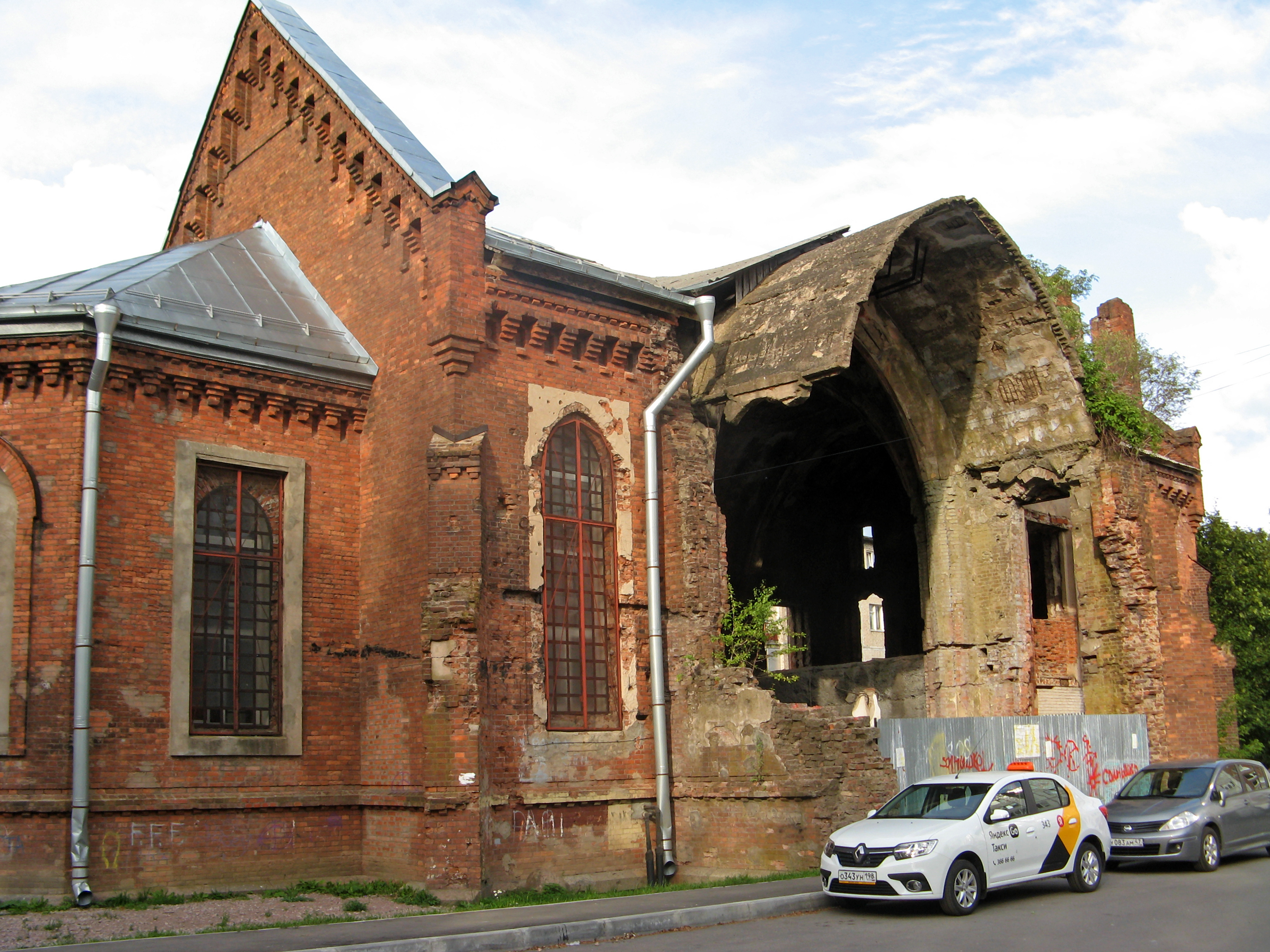
Vue de l'église en 2021.

La paroisse catholique de Gatchina décide de faire construire une église dédiée à Notre-Dame du Mont Carmel en 1906. Le projet est confié à Lev Chichko, et la construction se poursuit jusqu'en 1911 avec la collaboration de Leonid Kharlamov et Alexandre Barychnikov. L'église néo-gothique est consacrée par Mgr Jan Cieplak, le 13 novembre 1911, et dépend de Sainte-Catherine de Saint-Pétersbourg. Elle ferme en 1937, et ceci est confirmé en 1939, pour devenir une boulangerie et, après la guerre où elle est fortement endommagée, en garage.
La paroisse catholique de Gatchina renaît en 1992 et se réunit dans une salle louée. L'église retourne à la paroisse en 1994, mais les premières messes n'y ont lieu qu'en 1996, et de manière épisodique, car l'église n'est pas en état d'y accueillir des fidèles. La paroisse est animée par un prêtre salésien aidé de religieuses qui s'occupent d'un foyer pour l'enfance à Gatchina.

## Sources
- (ru) Cet article est partiellement ou en totalité issu de l’article de Wikipédia en russe intitulé « Церковь Пресвятой Девы Марии Кармельской (Гатчина) » (voir la liste des auteurs).